# الدوري الكرواتي الدرجة الثانية 2003–04
الدوري الكرواتي الدرجة الثانية 2003–04 (بالكرواتية: 2. HNL 2003./04.) هو الموسم 13 من الدوري الكرواتي الدرجة الثانية ‏. أشرف على تنظيمه اتحاد كرواتيا لكرة القدم، وكان عدد الأندية المشاركة فيه 24، وفاز فيه NK Međimurje ‏.